# Rachunek bieżący bilansu płatniczego
Rachunek bieżący bilansu płatniczego (ang. current account) – część bilansu płatniczego. Obejmuje transakcje, które nie tworzą zobowiązań.
Na saldo rachunku obrotów bieżących składają się:
- saldo wymiany towarów i usług z zagranicą, nazywane bilansem handlowym = (wartość eksportu towarów i usług) minus (wartość importu towarów i usług),
- saldo transferów bieżących = prywatne i oficjalne transfery do kraju minus prywatne i oficjalne transfery z kraju
- saldo dochodów
- inne niesklasyfikowane obroty bieżące

Nadwyżka na rachunku bieżącym zwiększa rezerwy walutowe kraju, deficyt powoduje ich zmniejszenie.
Finansowanie deficytu na rachunku obrotów bieżących oznacza zapożyczanie się netto przez podmioty krajowe za granicą. Państwo może jednak wykazywać deficyt na rachunku bieżącym przez wiele lat bez negatywnych skutków dla jego gospodarki, gdyż taki deficyt jest najczęściej niewielki w porównaniu z całym dochodem narodowym. Może być on korzystny, jeżeli jest skutkiem importu technologii i dóbr inwestycyjnych, które zwiększają produktywność.